# Kızıldağyeniyapan, Mucur
Kızıldağyeniyapan là một xã thuộc huyện Mucur, tỉnh Kırşehir, Thổ Nhĩ Kỳ. Dân số thời điểm năm 2010 là 1.013 người.